# 인광

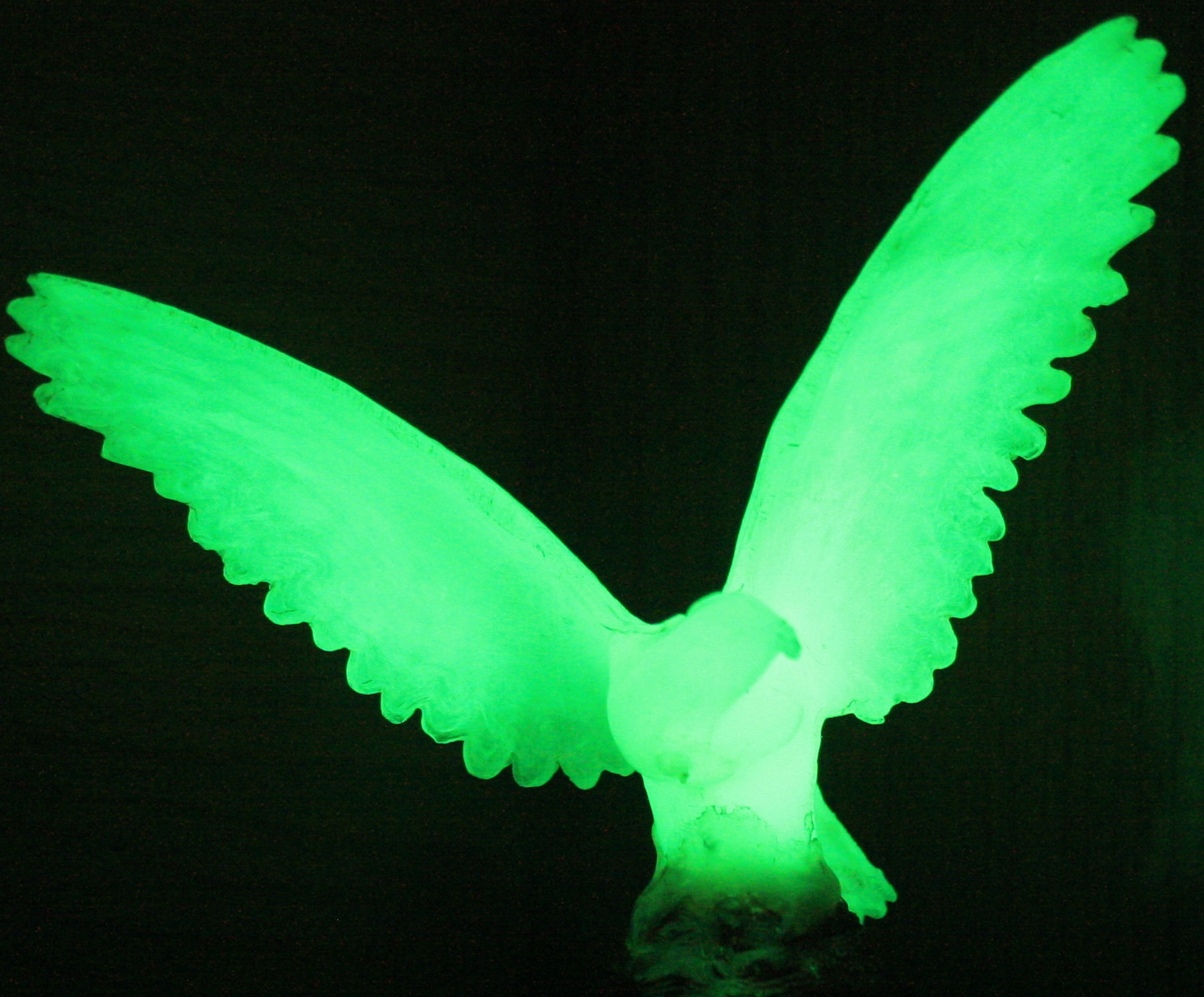
인광

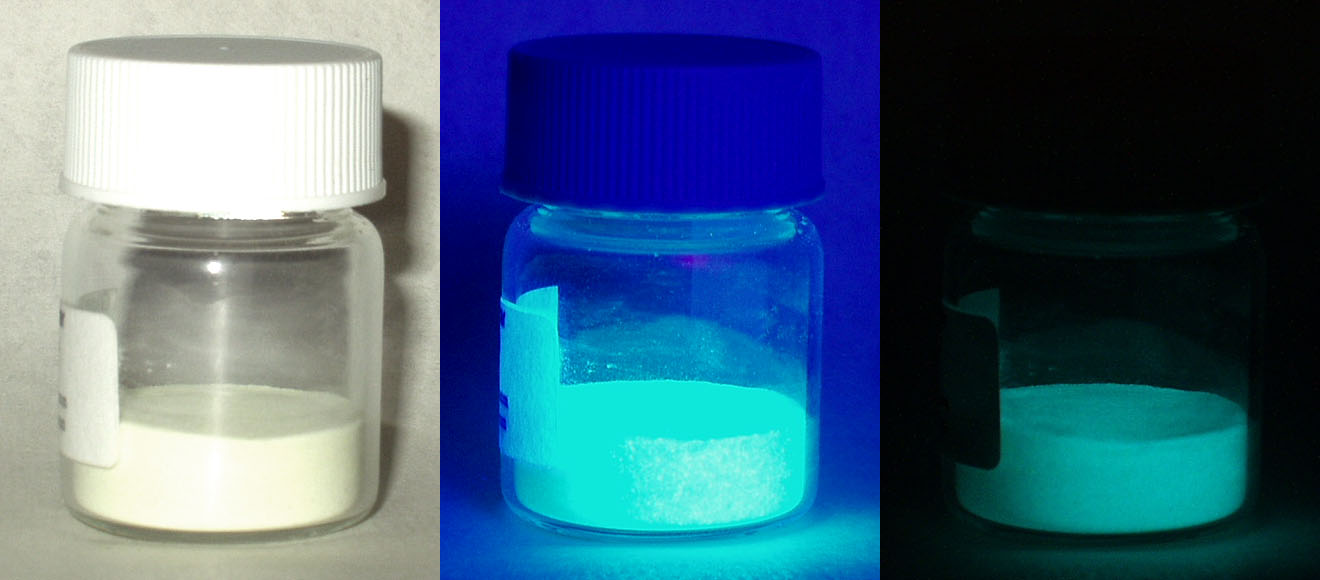
인광. 유로퓸 도핑된 스트론튬 규산염-알루민산염 산화물 분말을 가시광선, 장파 UV(자외선), 그리고 완전한 암흑에서 각각 관찰한 것

인광(燐光,phosphorescence)은 물체에 빛을 조사한 후 빛을 제거하여도 발광이 지속되는 현상 또는 그 빛이다. 형광과 인광의 차이는 빛을 제거하였을 때 잔광이 남는지 여부이다. 광발광(photoluminescence)의 하나로 형광과 관련된 것이다. 형광과 달리, 인광 물질은 흡수한 빛을 즉시 방출하지 않는다. 느린 재방출은 양자역학에서의 선택규칙에 의해 "금지"된 에너지 준위의 전환과 관련되어 있다. 이러한 전환이 '특정한' 물질에서 매우 천천히 발생하기 때문에(즉, 확률이 낮기 때문에), 흡수된 빛은 원래 여기된 것보다 늦게, 최대 수시간동안 (흡수한 것보다 낮은 강도로) 재방출된다.

## 같이 보기
- 마이크로스피어
- 삼중수소